# Bandiera della NATO
La bandiera della NATO raffigura una rosa dei venti bianca su un campo blu.
Il cerchio rappresenta l'unità e la cooperazione, il colore blu simboleggia l'Oceano Atlantico.
Il simbolo è stato adottato il 14 ottobre 1953 ed esposto per la prima volta come vessillo il 9 novembre dello stesso anno.

## Storia
L'Organizzazione del Trattato dell'Atlantico del Nord (NATO) fu istituita il 4 aprile 1949, quando dodici nazioni siglarono il trattato omonimo per contrastare la minaccia dell'Unione Sovietica.
La prima bandiera usata dalla NATO fu esposta il 5 ottobre 1951 dal generale americano Dwight Eisenhower che contribuì a realizzarla. La bandiera del 1951 consisteva in un campo verde con lo stemma del Comando supremo delle forze alleate in Europa (SHAPE), il quale la utilizza ancora oggi. In seguito, la NATO iniziò a pensare ad un emblema che la differenziasse dallo SHAPE. Dopo molte discussioni, si giunse alla conclusione che ciò fosse necessario e fu consigliato al Consiglio Atlantico di prendere una decisione. Il Consiglio decise che il disegno dovesse essere "semplice e suggestivo", in più doveva evidenziare gli scopi pacifici del Trattato. L'emblema della NATO fu infine adottato il 14 ottobre 1953. La decisione fu annunciata ufficialmente da Hastings Ismay, primo Segretario generale della NATO, due settimane dopo, il 28 ottobre, il quale descrisse la bandiera come "semplice e inoffensiva".
La bandiera fu issata per la prima volta il 9 novembre 1953 alla cerimonia di apertura della Atlantic Exhibition a Parigi.

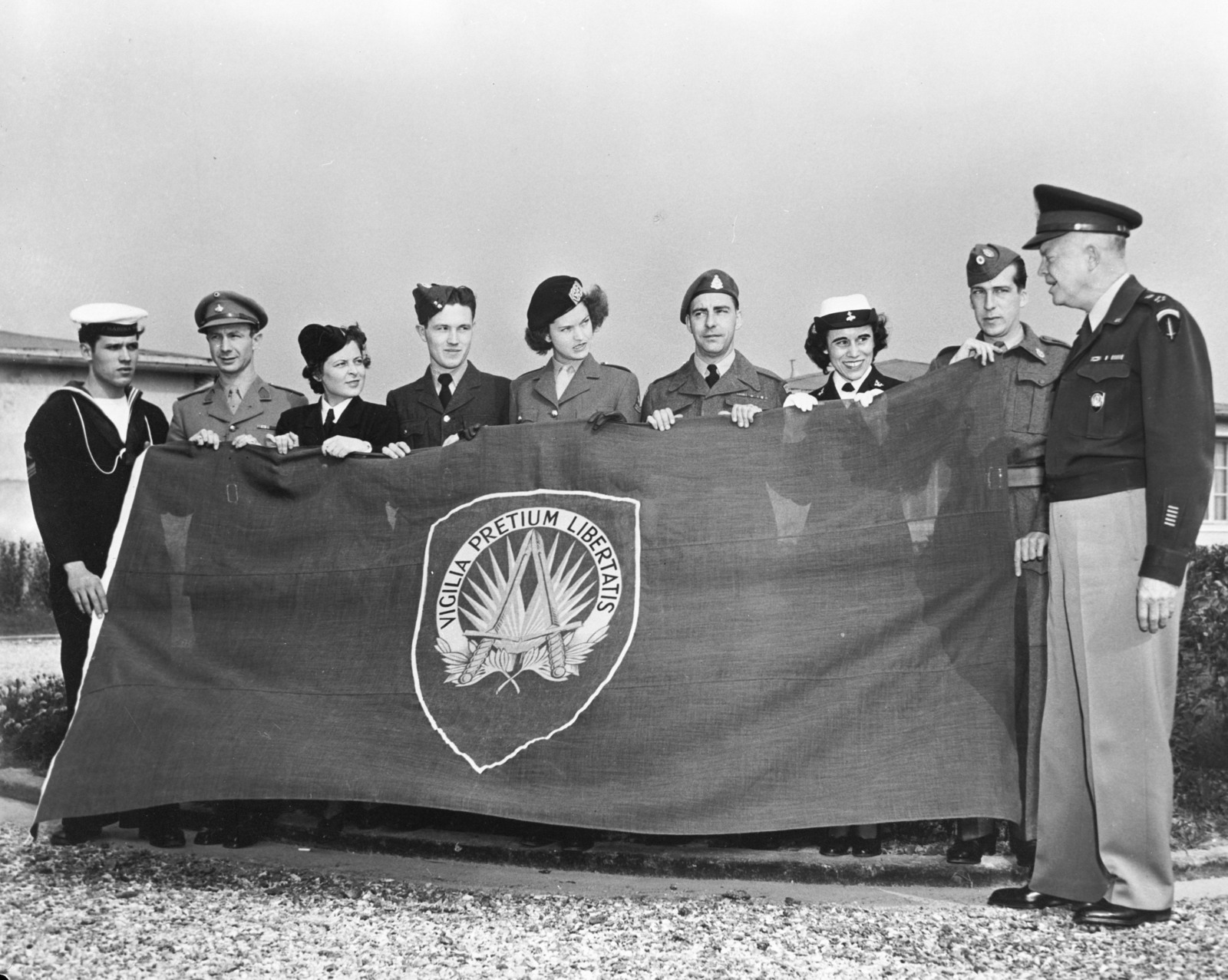
Il Generale Dwight Eisenhower davanti alla prima bandiera utilizzata dalla NATO, 8 ottobre 1951.

### Simbolismo
I colori della bandiera veicolano significati politici, culturali, geografici. Il colore blu scuro rappresenta l'Oceano Atlantico, mentre il cerchio simboleggia l'unità e la cooperazione tra gli stati membri della NATO. La rosa dei venti indica invece le direzioni verso cui procede il percorso della pace, l'obiettivo a cui gli stati membri ambiscono.

## Bandiere storiche

Bandiera della NATO (1951-1953)